# Так хочется жить
„Так хочется жить...“ е песен на създадената на 6 – 7 януари 2008 година в Москва от група „Рождество“.Песента е включена в албума на групата от 2010 г. „Один из Вас“.
Авторът на текста Генадий Селезньов (19 март 1964 г.), създава песента като отговор на редица нещастни събития в живота си. Придружените от безпокойство и тъга трудни изпитания на живота той като истински майстор преплита с реалността и приказката в повествованието на текста и.
„Так хочется жить“ са думи и музика изразяващи призив за грижа към близките и кратките, съкровени преживявания заедно с тях.
От създаването на песента група „Рождество“ почти винаги започва концертните си прояви или ги завършва само с нейното изпълнение. Тя присъства навсякъде с групата до степен да се превърне във „визитна картичка“ на тяхното музикално и житейско присъствие на сцената.
С песента „Так хочется жить“ музикантите от група Рождество стават лауреати на наградата „Шансон на годината 2013“.
Състав на група Рождество: Генадий Селезньов – вокал, Виктор Бояринцев – китара, саксофон, Андрей Насиров – бас китара, аранжимент, Дмитрий Алехин – електрически баян, Сергей Калинин – ударни.